# Čížkov (okres Plzeň-jih)
Obec Čížkov (německy Tschischkau) se nachází v okrese Plzeň-jih, kraj Plzeňský, asi 11 km severovýchodně od Nepomuku. Žije zde 668 obyvatel.

## Historie
První písemná zmínka o obci pochází z roku 1237, kdy se dostala do majetku kláštera Kladruby, od roku 1347 byla v majetku pražského arcibiskupství. Původně gotický kostel z roku 1384 byl přestavěn v letech 1727–1735, věž přistavěna roku 1873. Roku 1890 zde žilo v 91 domech 612 obyvatel.

## Pamětihodnosti

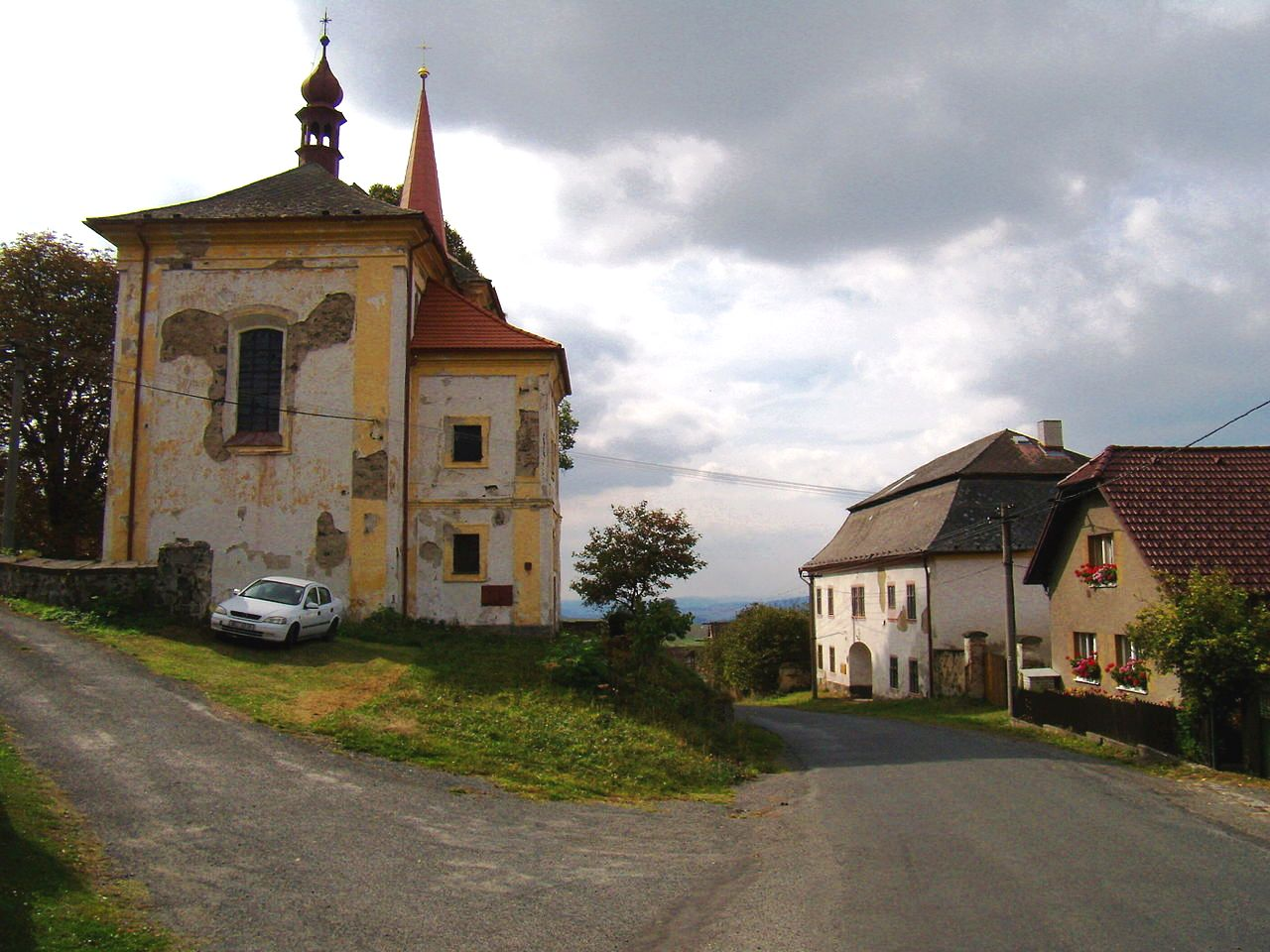
Čížkov – kostel sv. Jana Křtitele a fara

- Kostel svatého Jana Křtitele, prostorná obdélná jednolodní stavba s pravoúhlým presbytářem a hranolovou věží v průčelí. Fasády jsou členěny lizénami v omítce, okna obdélná se záklenky. Presbytář i loď mají valené klenby s výsečemi, stěny jsou členěné sdruženými pilastry, v závěru presbytáře gotické sanktuarium. Zařízení převážně jednotné, vyřezávané a zlacené, z doby barokní přestavby kostela, nápisy na oltářích a na kazatelně připomínají donátora, faráře J. I. Vorla.
- Fara, prostorná patrová stavba z roku 1680 s mansardovou střechou. Ve slavnostní místnosti v patře na stropě olejomalba, přemalovaná kopie Sixtinské madony.[6]

## Části obce
- Čížkov
- Čečovice
- Chynín
- Liškov
- Měrčín
- Přešín
- Zahrádka
- Železný Újezd